# 諾特卡峰

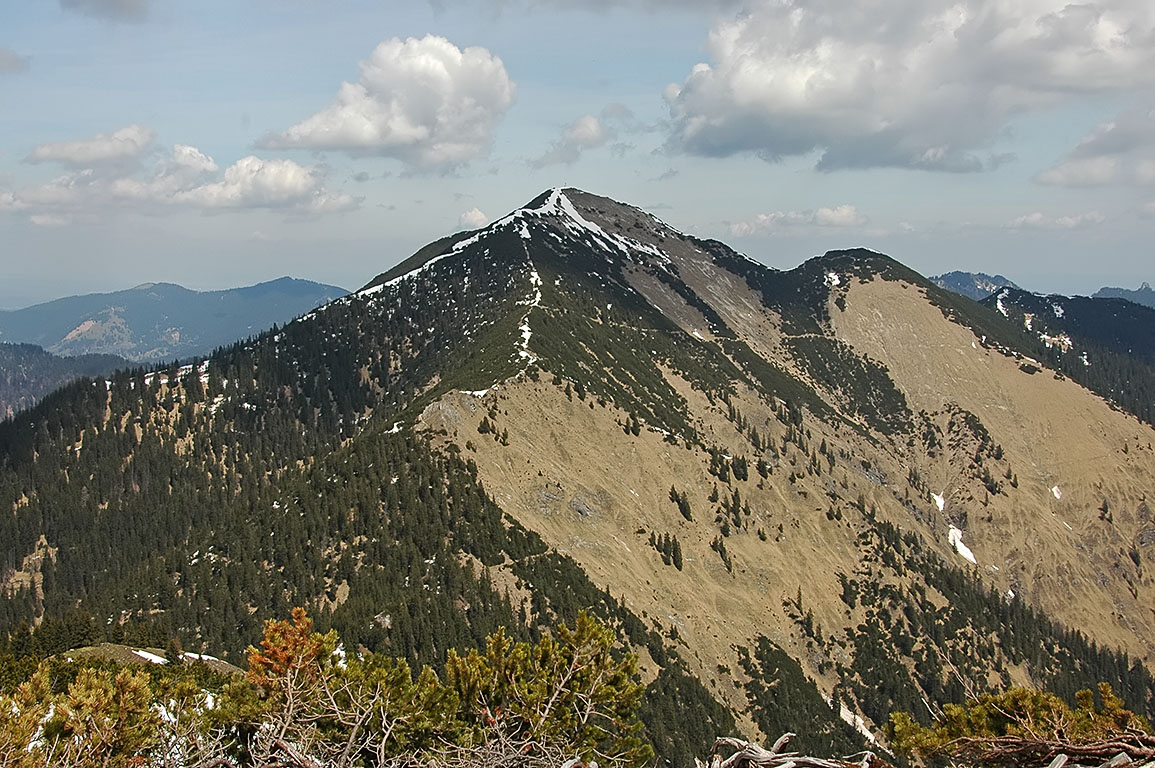

47°33′13″N 11°3′18″E / 47.55361°N 11.05500°E
諾特卡峰（德語：Notkarspitze），是德國的山峰，位於該國東南部，由巴伐利亞負責管轄，屬於阿爾高阿爾卑斯山脈的一部分，海拔高度1,888米，每年平均降雨量1,715毫米。